# Mup (software)
Mup (Music Publisher) je program pro sazbu notových zápisů firmy Arkkra Enterprises, který je k dispozici zdarma jako program s otevřeným zdrojovým textem. Pro Microsoft Windows, Linux x86, a macOS je k dispozici v binárním tvaru. Pro zápis not používá vlastní textový souborový formát s příponou .mup. Mup vytváří výstupy pro tisk ve formátu PostScript a zvukové soubory ve formátu MIDI.

## Historie
Program Mup vytvořila v roce 1995 firma Arkkra Enterprises. Od roku 2012 je k dispozici zdarma jako program s otevřeným zdrojovým textem.

## Vlastnosti
Mup disponuje velmi jednoduchým grafickým rozhraním – prakticky pouze textovým editorem, ze kterého lze vyvolat překlad souboru a otevřít externí zobrazovač nebo přehrávač, bez jakýchkoli prvků WYSIWYG; lze jej také používat v prostředí příkazového řádku. Překlad je poměrně svižný (na výkonnějších strojích z roku 2015 produkuje několik stránek partitury za sekundu), problematický je zápis a zpracování znaků s diakritikou.